# Manuel Osa Nsue Nsua
Manuel Osa Nsue Nsua (Nsok-Nsomo, 21 de julio de 1976) es un político y banquero ecuatoguineano que es el actual primer ministro de Guinea Ecuatorial, en el cargo desde agosto de 2024. Anteriormente se desempeñó como jefe del banco nacional desde 2012 hasta su nombramiento como primer ministro.

## Biografía
Osa nació el 21 de julio de 1976, en Andom-Onvang, en el municipio de Nsok-Nsomo, Guinea Ecuatorial.  A la edad de seis años, se mudó a España para vivir con su hermana en Palma de Mallorca. En España, obtuvo su bachillerato y luego se matriculó en la Universidad de las Islas Baleares, estudiando negocios y economía. Recibió títulos en ambos campos y más tarde estudió más en la Universidad Pompeu Fabra, donde obtuvo una maestría en gestión financiera y contabilidad empresarial en 2005.

## Carrera
Después de que Osa se graduara de Pompeu Fabra, se desempeñó brevemente en la Dirección General de Economía de la Comunidad Autónoma de las Islas Baleares, antes de unirse al Banco Santander a finales de 2005. Sirviendo en la sucursal de Palma de Mallorca, pasó de gerente de cuentas a director ejecutivo a director general de la sucursal. En este cargo, fue el supervisor de las operaciones del banco en cuatro zonas y también ayudó a tomar decisiones para la oficina de Madrid.
En 2012, Osa regresó a su país de nacimiento y se convirtió en el director ejecutivo del Banco Nacional de Guinea Ecuatorial (BANGE). El banco, con sede en Malabo, es el único prestamista privado con sede en Guinea Ecuatorial. Osa se hizo cargo de BANGE, ya que estaba al borde de la bancarrota y le dio la vuelta con éxito, con Jeune Afrique aclamándolo el "saviador" del banco. Como CEO y director general del banco, supervisó una gran expansión, llegando a 22 sucursales en 2017 y estableciendo su primera oficina en España ese año. Para 2019, se habían establecido oficinas en todos los distritos del país, excepto en dos. Además de dirigir el banco en Guinea Ecuatorial, Osa también formó parte de la junta directiva de su oficina de Camerún.
Osa recibió varios honores por su dirección del BANGE. En 2016, fue nombrado CEO del Año de la Banca de Guinea Ecuatorial y BANGE fue nombrado banco del año del país como parte de los Premios Globales de Banca y Finanzas. El BANGE fue nombrado Banco del Año de Guinea Ecuatorial por The Banker para 2017, y la publicación destacó su estabilidad a pesar de un desplome del mercado. Osa también recibió el premio del Banquero Africano en 2019. El BANGE fue nombrado Banco del Año del país por The Banker de nuevo en 2022. Osa también trabajó en la Escuela de Negocios Bange como presidente de la junta directiva, a partir de 2020.
El 16 de agosto de 2024, el presidente Teodoro Obiang Nguema Mbasogo decretó a Osa como el próximo Primer Ministro de Guinea Ecuatorial, sucediendo a Manuela Roka Botey, que había renunciado junto con el resto del gobierno por ser "ineficaz". En el decreto del presidente, Osa fue nombrado para supervisar la "coordinación administrativa" del país. Su nombramiento se hizo cuando el país entró en una crisis económica.